# (3718) Dunbar
(3718) Dunbar est un astéroïde de la ceinture principale.

## Description
(3718) Dunbar est un astéroïde de la ceinture principale. Il fut découvert le 7 novembre 1978 à l'observatoire Palomar par Eleanor Francis Helin et Schelte J. Bus. Il présente une orbite caractérisée par un demi-grand axe de 2,63 UA, une excentricité de 0,05 et une inclinaison de 3,6° par rapport à l'écliptique.

## Compléments